# Edith Kristan-Tollmann
Edith Kristan-Tollmann, geborene Kristan, (* 14. April 1934 in Wien; † 25. August 1995 ebenda) war eine österreichische Geologin und Paläontologin.

## Leben
Sie war die Tochter eines Volksschuldirektors und wollte zunächst ebenfalls Lehrerin werden (ihre Matura erhielt sie an der Lehrerinnenbildungsanstalt), studierte dann aber Geologie, Paläontologie und Petrographie in Wien mit der Promotion 1959 über Geologie und Paläontologie des Gebiets der Hohen Wand. Zu ihren Lehrern gehörten Othmar Kühn, Felix Machatschki, Hans Wieseneder und Leopold Kober. Im selben Jahr heiratete sie ihren Kommilitonen Alexander Tollmann, mit dem sie einen Sohn Raoul hatte (* 1967). Während des Studiums arbeitete sie auch als Religionslehrerin in Wien. Sie spezialisierte sich auf Mikropaläontologie und speziell die Foraminiferen der Trias (im damaligen Tethys-Ozean) und des Jura. Dabei beschrieb sie zahlreiche neue Taxa. Neben Foraminiferen behandelte sie später auch Ostrakoden und andere Mikrofossilien und wirbellose Makrofossilien wie Crinoiden (für die sie ein besonderes Faible hatte), Korallen, Mollusken, Brachiopoden, Seewalzen. Nachdem sie anfangs als freie Mitarbeiterin für die Geologische Bundesanstalt gearbeitet hatte, war sie 1961 bis 1968 mikropaläontologische Beraterin der Österreichischen Mineralölverwaltung. Sie war 1966 Gastwissenschaftlerin bei der schwedischen Geologischen Landesanstalt in Stockholm und 1971/72 mit einem Humboldt-Stipendium am Senckenberg-Museum und der Universität Frankfurt und anschließend 1972/73 an der Universität Tübingen (Sonderforschungsbereich 53, Konstruktionsmorphologie). Von 1976 bis 1978 forschte sie am Naturhistorischen Museum Wien. 1982 habilitierte sie sich in Mikropaläontologie in Wien und gab Kurse an den Universitäten in Graz und Innsbruck. Sie wohnte zuletzt mit ihrem Mann auf Burg Albrechtsberg. Sie starb an einer Krebs-Erkrankung. Sie wurde im Grabe ihres Mannes am Gersthofer Friedhof bestattet.

## Werk
Kristan-Tollmann sammelte fast in den gesamten Alpen und dehnte dies in den 1970er Jahren weltweit aus (Türkei, Iran, China, Timor, Neuguinea, Australien, Japan, Zentral- und Nordamerika wie der Sonora-Wüste in Mexiko), auf zum Teil sehr gefährlichen Reisen in entlegene Gebiete. Beispielsweise entkam sie 1975 nur knapp den Kämpfen in Osttimor. Sie reiste häufig allein, bereitete ihre Reisen aber gründlich vor. Ein Hauptschwerpunkt ihrer weltweiten Arbeit war die globale Fernkorrelation paläontologischer Daten in der triassischen Tethys und des frühen Jura (Lias). Dabei entdeckte sie eine überraschende Gleichartigkeit in den Faunen und den Schichtfolgen, die auch zu Überarbeitungen der Taxen-Beschreibungen führte. Viele der in Österreich in der klassischen Periode der Paläontologie erstbeschriebenen Makrofossilien aus dieser Zeit, die in anderen Erdteilen neue Erstbeschreibungen erhalten hatten, wurden so wieder zugeordnet. Ausgehend von der Überlegung, dass diese im Larvenstadium als Teil des Planktons große Entfernungen überwinden konnten, rekonstruierte sie Meeresströmungen im Tethys-Ozean. Fazies-Übereinstimmungen zum Beispiel zwischen alpiner Trias und China erklärte sie durch globale Meeresspiegelschwankungen. Die Grenze zwischen Tethys und damaligem Pazifik (Panthalassa) erforschte sie in Neukaledonien. Sie war Gründungsmitglied von Shallow Tethys und war an der Organisation von deren Tagungen beteiligt, zum Beispiel am 4. Kongress 1994 auf der Burg Albrechtsberg der Tollmanns. Sie organisierte auch 1991 das 3. Treffen deutschsprachiger Ostracodenforscher in Albrechtsberg.
Von ihr stammen rund 120 wissenschaftliche Publikationen und die Erstbeschreibung von rund 500 neuen Taxa.
Ab 1978 gab sie mit Alexander Tollmann über 10 Jahre bis 1992 die Mitteilungen der Österreichischen Geologischen Gesellschaft heraus. 1975 bis 1977 und 1990 bis 1992 war sie im Beirat der Paläontologischen Gesellschaft.

## Sintflut-Buch
Sie war schon seit ihrer Jugend an der Geschichte des Priestertums und an theologisch-archäologischen Fragen interessiert, was 1993 in das mit ihrem Mann Alexander Tollmann verfasste Buch Und die Sintflut gab es doch mündete, das in Österreich und Deutschland ein Bestseller wurde, beide aber auch zum Gegenstand heftiger Kritik machte. In dem Buch werden Ursprung des Priestertums (als Vermittler bei Opferungen an die Götter) und der Weltreligionen, biblische Sintflut, Atlantis-Mythos und eine Atlantis-Kultur und anderes auf die einschneidenden Erfahrungen einer Katastrophe in der Mittelsteinzeit zurückgeführt. Von Einfluss auf die Entwicklung ihrer geologischen neo-katastrophischen Sichtweise war nach eigenen Angaben die Meteoriten-Impakt-Theorie von Luis Walter Alvarez, und die Tollmanns postulierten solche Impakt-Einflüsse in kleinerem Maßstab auch für die ältere Menschheitsgeschichte. Ein entsprechender Impakt, der den Sintflut-Überlieferungen der alten Hochkulturen entspricht und eine damalige Atlantis-Hochkultur beendete, fand nach den Tollmanns etwa 7.500 v. Chr. statt. Ein Atlantis am mittelatlantischen Rücken (nahe den Azoren) war nach den Tollmanns ebenso betroffen wie andere Weltgegenden, in denen wie in Mittelamerika ein Sintflutmythos besteht, da der verursachende Komet in mehrere Teile zerfiel und weltweit einschlug. Sie vermuten auch weitere Impaktereignisse in Abständen von etwa 10.000 Jahren, wobei sie Staubbänder in antarktischen Eiskernen im Alter von etwa 17.000 bis 18.000 Jahren als Hinweis auf einen vorherigen Impakt sehen, der zur Erwärmung am Ende der letzten Eiszeit beitrug.
Sie war auch an dem Folgebuch von Alexander Tollmann beteiligt (Das Weltenjahr geht zu Ende), in denen sie das Weltende zur damaligen Jahrtausendwende nach Prophezeiungen von Nostradamus vorhersagen, und erscheint als Ko-Autorin. Das Buch erschien aber erst nach ihrem Tod.

## Sonstiges
Sie war wie ihr Ehemann, der eine bedeutende Rolle bei den österreichischen Grünen spielte, aktiv in der Anti-Atomkraft-Bewegung und für Umweltschutz. Auch in ihrem Atlantis-Buch warnen sie vor Gefährdung durch die zahlreichen Atomkraftanlagen, insbesondere in Hinblick auf geologische (Erdbeben) und Impakt-Risiken.

## Schriften
- Rotaliidea (Foraminifera) aus der Trias der Ostalpen. In: Beiträge zur Mikropaläontologie der alpinen Trias, Jahrbuch Geologische Bundesanstalt, Sb. 5, Wien 1960, S. 47–78
- Entwicklungsreihen der Triasforaminiferen. Paläont. Z., 37, 1963, 147–154,
- Zur Charakteristik triadischer Mikrofaunen.  Paläont. Z., 38, 1964, 66–73,
- Die Foraminiferen aus den rhätischen Zlambachmergeln der Fischerwiese bei Aussee im Salzkammergut, 1964
- mit Alexander Tollmann: Die Stellung der Tethys in der Trias und die Herkunft ihrer Fauna. Mitt. österr. geol. Ges., 74–75 (1981/82), 129–135,
- mit Alexander Tollmann: Paleogeography of the European Tethys from Paleozoic to Mesozoic and the Triassic Relations of the Eastern Part of Tethys and Panthalassa. In: K. Nakazawa, J. M. Dickins (Herausgeber), The Tethys - Her Paleogeography and Paleobiogeography from Paleozoic to Mesozoic, 3–22, 1985, Tokio (Tokai Univ. Press).
- mit Alexander Tollmann: How did they manage to travel the World 230 million years ago ? Austria Today, Heft 4, 1985, 33–40,
- mit Alexander Tollmann: Und die Sintflut gab es doch. Vom Mythos zur historischen Wahrheit, Droemer-Knaur 1993 (auch ins Holländische übersetzt)